# Gilmanton (Wisconsin)
Gilmanton – miasto w Stanach Zjednoczonych, w stanie Wisconsin, w hrabstwie Buffalo.